# Gertjan De Mets
Pour les articles homonymes, voir Mets.
Gertjan De Mets, est un footballeur belge, né le 2 avril 1987 à Aalter en Belgique. Il évolue actuellement au KFCO Beerschot-Wilrijk comme milieu défensif et comme arrière droit.

## Carrière
Gertjan De Mets commence à jouer au football à Bellem. À 12 ans, il rejoint le FC Bruges pour y poursuivre sa formation. En 2006, il est capitaine de l'équipe espoir du club et le 29 mars 2007, il y signe son premier contrat professionnel. Avant le début de la compétition alors qu'il avait fait une très bonne préparation, il se blesse gravement lors de la Supercoupe de Belgique contre Anderlecht.

## Statistiques
| Saison    | Club      | Pays     | Championnat | Match | Buts |
| --------- | --------- | -------- | ----------- | ----- | ---- |
| 2006/2007 | FC Bruges | Belgique | Division 1  | 1     | 0    |
| 2007/2008 | FC Bruges | Belgique | Division 1  | 1     | 0    |
| 2008/2009 | FC Bruges | Belgique | Division 1  | 11    | 0    |
| 2009/2010 | FC Bruges | Belgique | Division 1  | 12    | 0    |

## Palmarès
- Vainqueur de la Coupe de Belgique en 2007 (FC Bruges)